# Sfissifa
Sfissifa (în arabă سفيسيفة) este o comună din provincia Naâma, Algeria.
Populația comunei este de 7.210 locuitori (2008).